# Ризово
Ризово (грч. Ριζό, Ризо) је насељено место у општини Вртикоп у периферији Средишња Македонија, Грчка. Према попису из 2021. године било је 911 становника.
Према бугарском географу и историчару, Василу Канчову, у Ризову је 1900. године живело 180 Словена хришћана. Године 1924. насељен је већи број грчких избегличких породица из Турске, укупно 165 особа. На попису из 1940. године Ризово је имало 640 становника, од чега 240 Словена а остали су Грци.